# بلووو، بلغارستان
بلووو شهری در استان پازارجیک کشور بلغارستان است که جمعیت آن در سال ۲۰۰۱ میلادی ۴٬۵۹۲ نفر بوده‌است.